# Tong its
Tong Its är ett populärt filippinskt kortspel av rummy-typ som spelas på Filippinerna.
Tong its är ett spel för 3 spelare. Man använder en kortlek med 52 kort utan jokrar. Spelet påminner om Gin Rummy och Mah-Jong. Det är ett snabbrörligt spel. Det uppmuntrar spelare att samarbeta men till slut så tar vinnaren allt. Givaren ger motsols 12 kort till alla spelare med början till sig själv och ger till sist ett kort till sig själv (totalt 13 kort). Återstoden av korten i leken (talongen) placeras i mitten av bordet med baksidan upp. 
Syftet med spelet är att samla korten på handen till minst tretal eller sviter på minst tre kort i samma färg (straight flush). 